# Déchets de faible et moyenne activité
Pour les articles homonymes, voir FMA.
Les déchets nucléaires de faible et moyenne activité (FMA)  sont une catégorie de déchets nucléaires français comprenant :
- les déchets de faible activité à vie longue (FAVL) ;
- les déchets de moyenne activité et à vie longue (MAVL) ;
- les déchets de faible et moyenne activité et à vie courte (FMA-VC).

## En France
- Centre de stockage de l'Aube